# St. Olaf College
St. Olaf College ist ein vierjähriges Privatcollege der freien Künste in Northfield, Minnesota, USA, das an die Evangelisch-Lutherische Kirche in Amerika (ELCA) angegliedert ist. Es wurde 1874 von einer Gruppe norwegisch-amerikanischer Einwanderer gegründet und ist nach dem norwegischen Nationalheiligen Olav II. Haraldsson benannt.

## Zahlen zu den Studierenden, den Dozenten und zum Vermögen

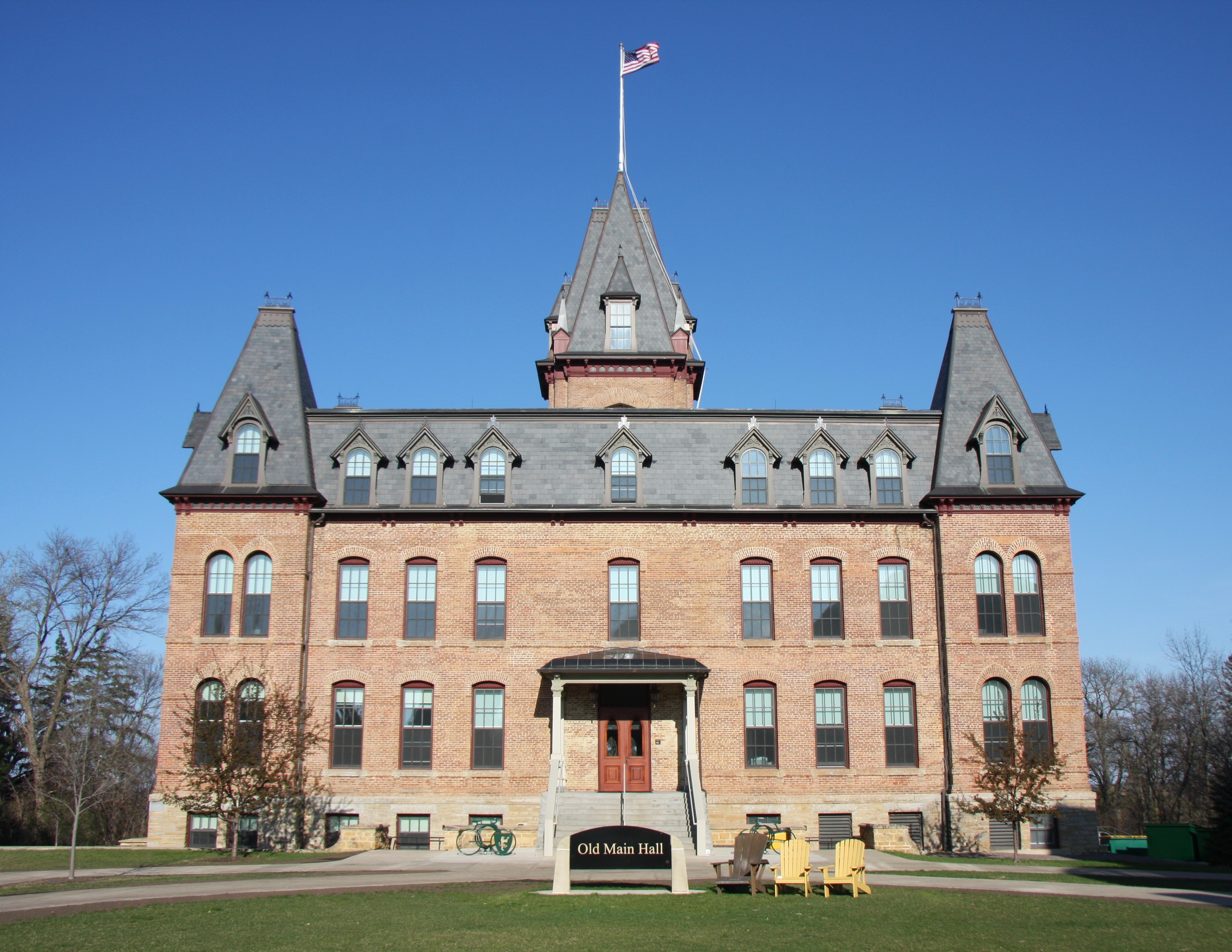
Seit 1976 als Kulturdenkmal eingetragenes, 1877 erbautes Hauptgebäude (Old Main) des Colleges

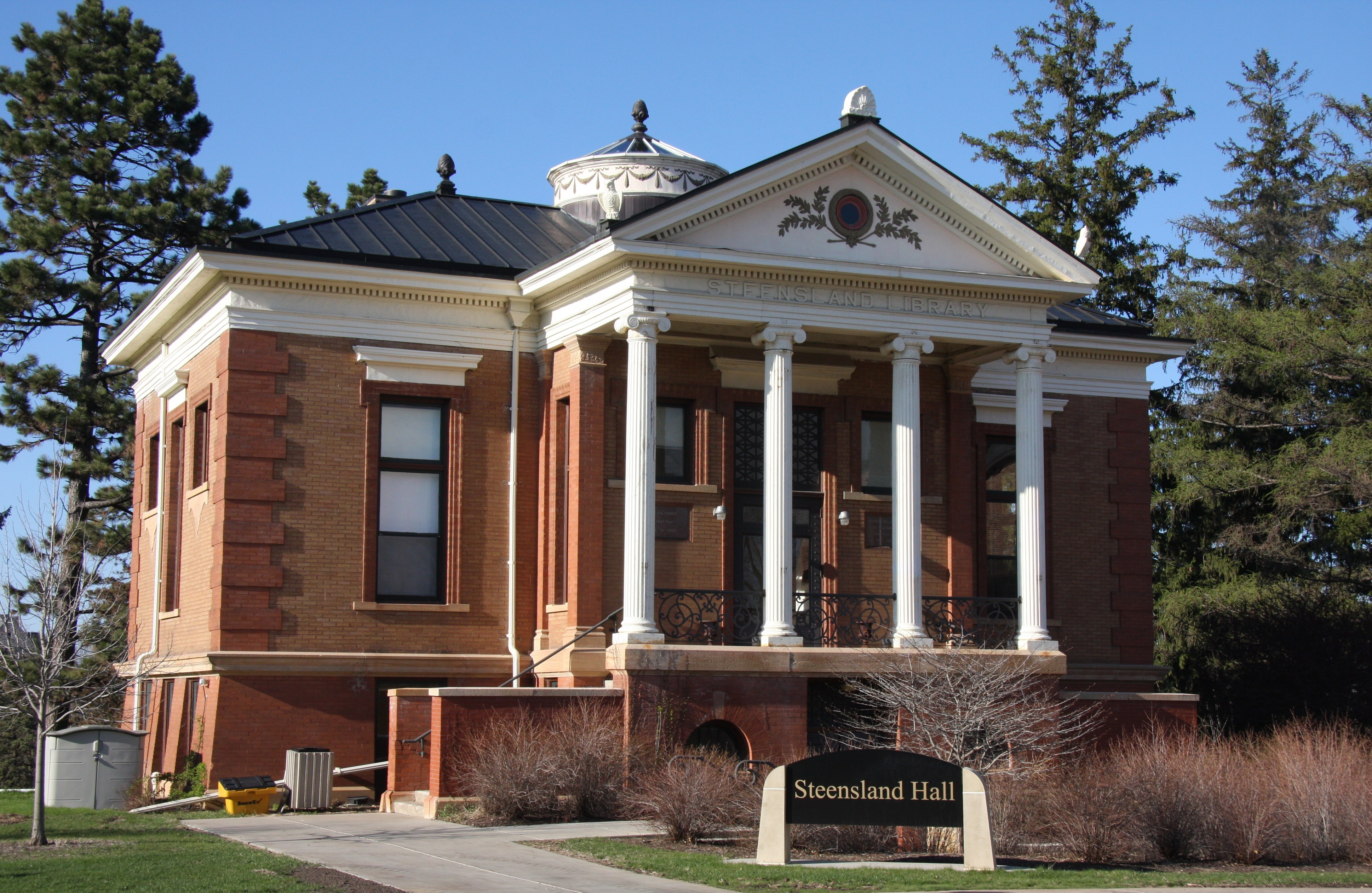
Dieses Gebäude, Steensland Hall, diente 1902 bis 1942 als Bibliothek des Colleges.

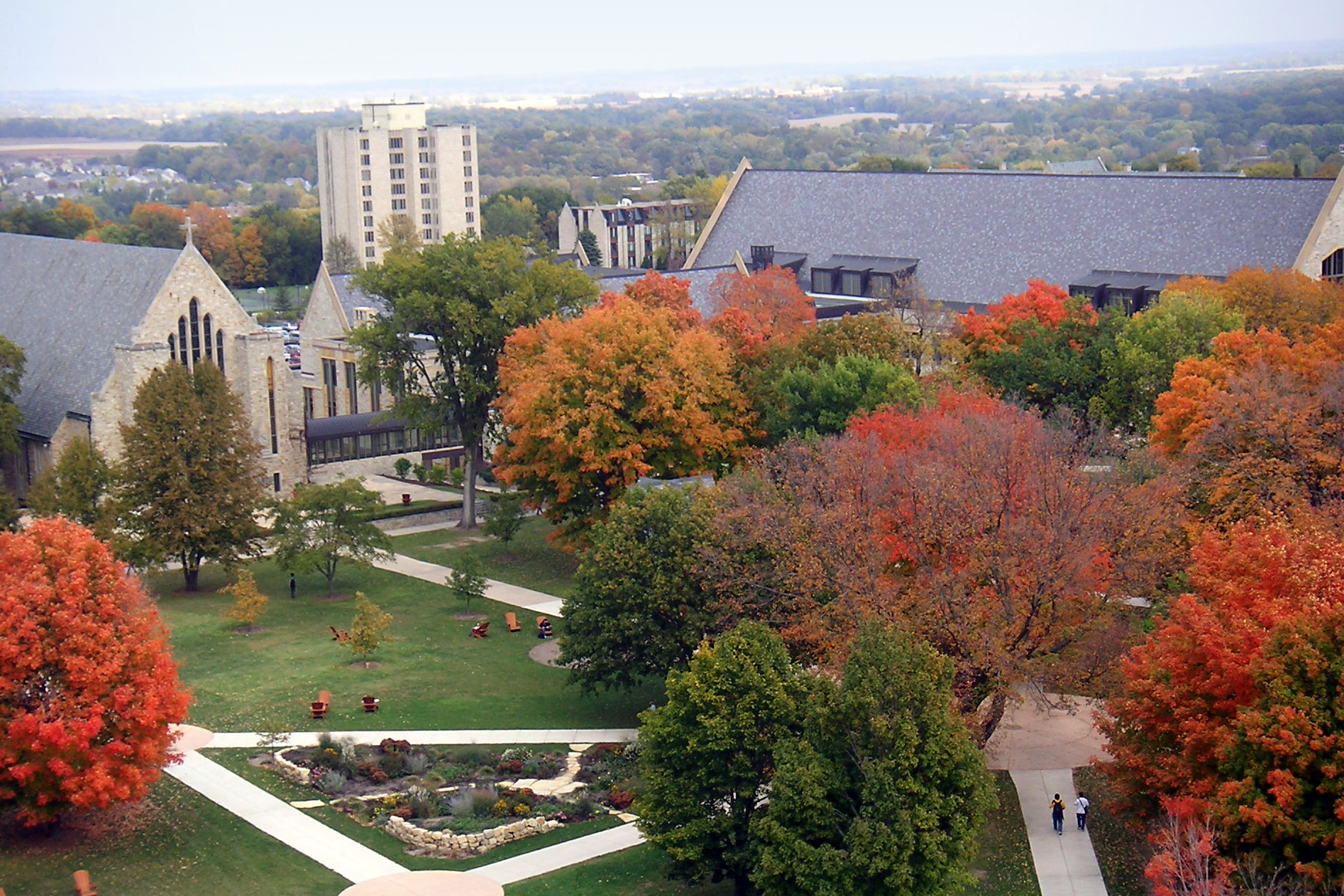
St. Olaf College: Campuszentrum

Das College hat ungefähr 3.000 Studenten – im Herbst 2021 waren 2.988 Studierende eingeschrieben. Sie strebten alle ihren ersten Studienabschluss an und waren damit undergraduates. Von diesen waren 58 % weiblich und 42 % männlich; 6 % bezeichneten sich als asiatisch, 3 % als schwarz/afroamerikanisch, 8 % als Hispanic/Latino und 67 % als weiß. Es lehrten 306 Dozenten an der Universität, davon 219 in Vollzeit und 87 in Teilzeit.
Der Wert des Stiftungsvermögens der Universität lag 2021 bei 714 Mio. US-Dollar und damit 35,4 % höher als im Jahr 2020, in dem es 527 Mio. US-Dollar betragen hatte.